# Renate Basch-Ritter
Renate Basch-Ritter (* 1942 in Wien) ist eine österreichische Historikerin und Autorin von Büchern über die Österreichische Marine.
Renate Basch-Ritter stammt aus einer Familie, die über mehrere Generationen Marineoffiziere hervorgebracht hat. Sie studierte an der Universität Graz Geschichte, Geographie und Kunstgeschichte.

## Veröffentlichungen
- Österreich auf allen Meeren. Geschichte der k.(u.)k. Kriegsmarine von 1382 bis 1918. Styria Verlag, Graz 2000.
- Die k.u.k. Riviera. Pichler Verlag, Wien 2002.
- Anna Plochl. Die Frau an der Seite Erzherzog Johanns. Eine Spurensuche durch zwei Jahrhunderte. Adeva Verlag, Wien 2005
- Die Weltumsegelung der Novara 1857–1859. Adeva, Graz 2008